# 大相撲八百長問題
大相撲八百長問題（おおずもうやおちょうもんだい）は、2011年に発覚した日本相撲協会の現役の大相撲力士による大相撲本場所での取組での八百長への関与に関する問題である。

## 概要
大相撲の八百長とは、主に本場所での取組で力士同士が白星を金で売買する故意の敗退行為である。携帯電話のメールでやり取りしていたとされ、勝ち負けのほかに取組での具体的な戦い方の内容についてもやり取りしていたとされるもので、数十万円の金銭がやり取りされたと報道されている。実際の取組ではメールのやり取り通りの内容になったことが明らかになっている。
前年2010年に起きた大相撲野球賭博問題の捜査において、賭博に関与した力士から証拠として押収した携帯電話のメールを調べていて、発覚した問題である。大相撲の八百長に関する疑惑は、週刊ポスト（小学館）が「角界浄化キャンペーン」と称して元力士の告発などの形態で1980年代から30年にわたって報じており、週刊現代（講談社）も後の2008年になってこれを取り上げるなどしてきたが、相撲協会は一貫して八百長があることに関しては否定し、週刊現代に対しては複数の協会員が訴訟を起こし、勝訴した（2011年以前の八百長疑惑問題については八百長#大相撲も参照）。発覚当日の理事長による会見でも「過去には八百長は一切なく、新たに出た問題」と発言している。
前年に発覚した野球賭博などの賭博罪と違い、大相撲の取組で力士が八百長行為を行うことは直接には法律に違反しない。八百長が疑われた取組で賭博が行われれば賭博容疑で捜査となるが、この日明らかになった取組では賭博行為は見当たらなかったとされている。
しかし2月3日に枝野幸男内閣官房長官は記者会見で、この問題が起きたことで日本相撲協会の公益法人化に難色を示す発言をしており、公益認定等委員会を所管する蓮舫・行政刷新会議担当相も「公平なルールで競技が行われないのでは、公益法人認定の要件を満たしているとは言えず、現段階で（公益法人認定は）厳しい」旨の発言をしている。
公益財団法人化にも否定的な意見が増えたのみならず、協会の解体も視野に入るほどとなり、協会は民間の格闘技団体になるしかないとの見方も出始めた。
この問題を受けて、相撲協会は発覚した翌月に行われる春場所（大阪場所）中止を決定した。

## 主な経過

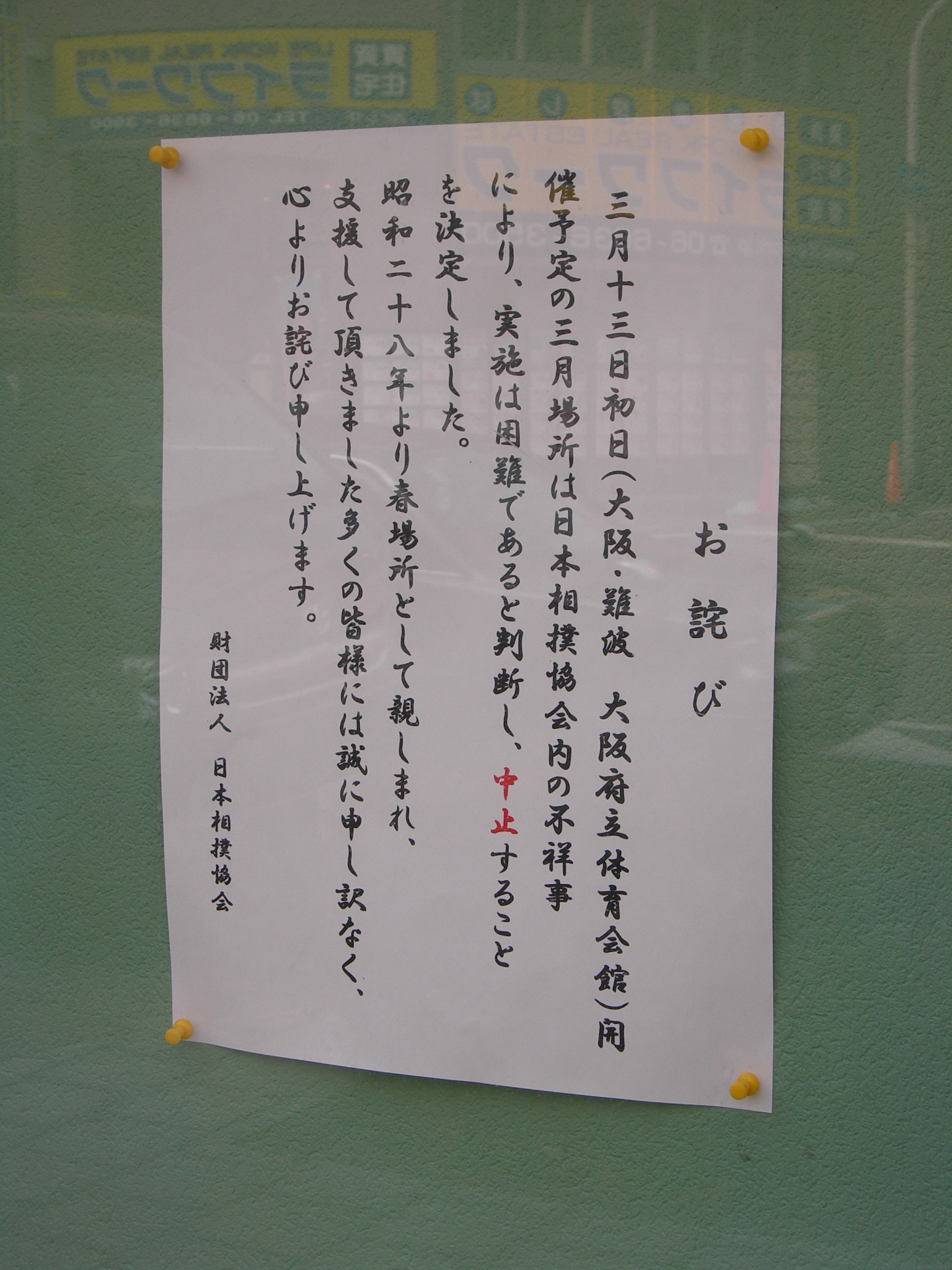
八百長問題発覚による春場所中止の告知（大阪府立体育会館）

### 発覚
この問題が改めて表面化した時期は2011年2月2日、2010年7月に野球賭博問題での捜査で警視庁が押収した力士の携帯電話中のデータ（消去されていた電子メールも復元）を調べていたが、その過程で13人の名前が発覚した。これを受けて相撲協会はそのうち12人から事情を聴取したが、この日はいずれの力士も関与を否定している。同日、野球賭博問題でも設置した特別調査委員会（座長伊藤滋）を設置することを決めた。また十両以上の力士への聞き取り調査と、全協会員へのアンケートも実施するとしている。一方で、電子メールの内容が公表されたことについて「野球賭博と関係ないメールがなぜ公表されるのか」「通信の秘密はないのか」という批判が協会幹部から出たとされるが、警視庁の幹部は「公共性、公益性に照らし連絡すべきだと考えた」としている。
この日会見した放駒理事長は「（八百長は）過去には一切なかった問題で、新たに出た問題」とし、「協会存亡の危機である」とも述べこの問題について謝罪した。同日、賭博問題で逮捕された力士が相撲についても賭けの対象にしていた、と証言したことが明らかになっているが、今回疑惑となった八百長の取組は賭けていないとしている。翌日2月3日の衆議院予算委員会で高木義明文部科学大臣は相撲協会から「3人が八百長を認めた」報告があったことを明らかにした。また同日一部の力士が八百長を認めたことが報道されている。

### 2011年春場所開催中止へ
2月4日、放駒理事長は記者会見で翌月に控えた春場所開催見送りを検討する考えを示し、6日に予定していた前売り入場券の発売延期を決めた。延期の理由は調査委員会による聞き取り調査には時間がかかる為としている。また八百長に関わっていたとされる千代白鵬は相撲協会に引退届を提出したが受理されず、その理由として「処罰の対象力士なので、受理できない」と述べている。
2月6日、相撲協会は臨時理事会を開き、大阪府立体育会館にて3月13日より開催される予定となっていた平成23年春場所の開催の中止を正式に決定した。過去の本場所中止は、1946年（昭和21年）6月開催を予定していた夏場所が、当時の両国国技館が第二次世界大戦の戦災で破損しており、建物の改修が遅れたために中止になった事例があり、65年ぶりで、不祥事による中止は史上初のケースとなった。また、4月に5ヶ所で予定していた春巡業を含め、2011年の地方巡業をすべて中止すると発表した。
また協会側は例年、春巡業と同時期に執り行う伊勢神宮並びに靖國神社での奉納相撲に関して、今回の事態発覚当初は「先方と協議・検討した上で決定する」としていたが、2月14日に伊勢神宮奉納相撲は中止、靖国神社奉納相撲については現時点で10月例大祭までは開催見送り（延期）とすることを発表した。
放駒理事長は記者会見で「相撲の歴史に最大の汚点を残すことになった」と述べ、「調査が終わり、処分が終わるまで本場所は難しい」として夏場所以降の開催の中止についても示唆している。八百長関与を認めた、もしくは疑惑が出た力士の処分については「全容が明らかになるまで保留」とし、過去に出た八百長疑惑についても「裁判で結果が出ていて、なかったもの。風評被害で迷惑な話だ」と述べている。

### 春場所中止決定後の経過
春場所の中止決定から一夜明けた2月7日、特別調査委員会は幕内（十両以上）の関取全員を対象にした聞き取り調査を開始。調査は2月12日まで6日間にわたって行われたが、新たな八百長関与の事実は出ていない。2月14日の臨時理事会において特別調査委員会から中間報告を受け、メールで名前が挙がった14名の調査を継続するとともに、関与を認めた4名に対する処分は先送りとなった。
2月10日には、日本相撲協会は綱紀粛正を求める「自粛・奨励17カ条の心得」を作成、協会員である力士・親方らに通達。主な項目として、稽古は東京の各部屋で行うこと、巡業や各部屋主催のパーティー、激励会などの自粛、社会貢献活動やボランティア活動を積極的に行うことなどを盛り込んだ内容となっている。
2月16日、特別調査委員会は協会員から幅広く情報を収集する「情報提供ホットライン」を設置し、協会員全員からメール、ファクス、手紙による情報の受け付けを3月15日までの期限で実施した。
2月28日には、本来なら春場所の番付となるものの、中止により『順席』を示した一覧表が各部屋に配布された。
3月9日、八百長問題の再発防止を目的として相撲協会が設置した特別委員会の初会合が両国国技館で開かれ、委員会の正式名称を大相撲新生委員会と決定。同委員会では、八百長に対する懲罰の厳格化や、研修制度の導入など6項目が盛り込まれた再発防止案がまとめられている。
3月11日、東北地方太平洋沖地震（東日本大震災）及び東京電力・福島第一原子力発電所での事故が発生。しかし、既に春場所の中止が決定していたことから、震災及び原発事故の発生は角界に直接的な影響を及ぼさなかった。
4月1日、関与したと確認出来た者に対する処分が決定、発表された（詳細は後述）。当初は除名や解雇等の厳罰処分も検討されたが、これまで協会が対策を講じてこなかったことを理由に引退勧告などとしている。発覚後に八百長を認めた力士については情状酌量をくみ出場停止2年となるが、引退勧告を受けた力士の中にはこの時点でも関与を認めておらず、関与を認めた他の力士の証言などで決められたことなどに対し、不服としている者もいる。
4月3日、処分発表を受け緊急に力士会が召集される。モンゴル出身の力士などを中心に夏場所ボイコットの提案もなされたが、魁皇博之が反対意見を唱えこの提案はお流れとなった。
4月5日、この日が引退届の提出期限とされたが、相撲協会はこの日までに19力士が提出したことを公表し、谷川親方のみが退職勧告に反発し、同日、記者会見を開いている。翌4月6日、相撲協会は臨時理事会を開き、夏場所を『5月技量審査場所』として無料公開で開催することを決め、勧告に応じなかった谷川親方を解雇処分にしている。
八百長に関する調査はこの後も続けられ、4月11日には新たに八百長を認定された2力士が引退勧告処分を受けたが、この両力士は期限となる4月13日までに引退届を提出しなかったため、翌14日の臨時理事会で解雇処分とした。
5月4日の相撲協会の臨時理事会および評議員会において、大相撲新生委員会からの提言による防止案をもとに、十両以上の力士や付け人の支度部屋への携帯電話の持ち込み禁止等の再発防止策をまとめた。この再発防止策は8日より始まる技量審査場所から適用されることになった。
また同日、名古屋場所で幕内、十両の定員を各2人減らし、関取の枠を計4人削減することを決めた。しかし八百長問題で引退・解雇された十両以上の力士が17人いるため、13人の幕下力士を関取に昇進させる方針とした。貴乃花審判部長は幕下上位の力士が負け越しても昇進する可能性を示している。
4月22日、蒼国来と星風は相撲協会に対し不当解雇に対する幕内力士及び十両力士としての地位保全及び給与支払い仮処分を東京地裁に申請した。大相撲八百長問題で相撲協会に対し法的手段に出たのは初めてである。
5月25日、相撲協会は自主引退を含めた58人の力士の引退を発表した（解雇された蒼国来・星風を除く）。
6月2日、臨時理事会において2011年7月10日からの名古屋場所の通常開催と、放駒理事長は辞任しないことを決定した。
6月9日、蒼国来に対し、相撲協会は幕内力士の月給に当たる約130万円を1年間支払う内容で東京地裁で和解した。
6月18日、蒼国来は日本相撲協会に力士としての地位確認及び給与の支払いを求める本訴訟を東京地裁に起こした。蒼国来の弁護団は関与認定の根拠とされた協会の特別調査委員会による春日錦と恵那司の証言に基づいて作成された供述書に両名が署名拒否していたと発表した。
6月22日、星風は相撲協会を相手取り起こしていた仮処分申請で、十両としての月給103万6千円を1年間相撲協会が支払うことで和解した。
2013年3月25日、東京地方裁判所で蒼国来の解雇について無効の判決が出る。相撲協会はこれを受けて、4月3日の臨時理事会でこの判決に対し控訴を行わないことを決定し、蒼国来は現役復帰となった。相撲協会は今後、当時の調査方法に不備があったかどうかを含めて危機管理委員会で再検証する。
2013年10月29日、最高裁判所は星風の上告を退ける決定をし、一審及び二審の判決が確定し、解雇が確定した。
2019年11月1日、相撲協会は蒼国来が協会を離れていた期間の13場所を幕内在位場所数に加算することを発表した。

## 処分を受けた者、もしくは八百長に関与していた者
番付、所属部屋は2011年2月28日に相撲協会が発表した順席による。
※は当初から八百長メールに名前が挙がっていた力士、親方。

### 4月5日に引退勧告を受けた力士
全員が4月5日までに引退届を提出した。4月5日までに引退届を提出していない場合は解雇処分となる。
| 四股名       | 所属部屋 | 番付（最高位）   | 協会から八百長と認定された取組 （初春夏名秋九は場所名、数字は取組日） | 備考      |
| ------------ | -------- | ---------------- | --------------------------------------------------------------------- | --------- |
| 徳瀬川正直   | 朝日山   | 前頭西1（前頭1） | 2009年秋11、九13の春日錦戦                                            |           |
| 白馬毅       | 陸奥     | 前頭東7（小結）  | 2009年名8の春日錦戦                                                   |           |
| 春日王克昌   | 春日山   | 前頭東10（前3）  | 2010年初11の春日錦戦                                                  | [ 注 12 ] |
| ※光龍忠晴    | 花籠     | 前頭東11（前11） | 2009年九15の春日錦戦                                                  |           |
| 猛虎浪栄     | 立浪     | 前頭東12（前6）  | 2009年春2の春日錦戦                                                   |           |
| 琴春日桂吾   | 佐渡ヶ嶽 | 前頭東13（前7）  | 2010年夏14の春日錦戦                                                  |           |
| 将司昂親     | 入間川   | 十両西2（前8）   | 2010年夏8の春日錦戦                                                   | [ 注 12 ] |
| ※豊桜俊昭    | 陸奥     | 十両西3（前5）   | 2010年初7、春13の春日錦戦                                             |           |
| 境澤賢一     | 尾上     | 十両西4（前15）  | 2010年春12、夏1の春日錦戦                                             |           |
| ※霜鳳典雄    | 時津風   | 十両西5（小結）  | 2009年初9の春日錦戦                                                   |           |
| ※旭南海廣光  | 大島     | 十両東6（前16）  | 2010年初5、春14の春日錦戦                                             |           |
| 安壮富士清也 | 伊勢ヶ濱 | 十両東7（前13）  | 2010年初4、夏13の春日錦戦                                             |           |
| ※若天狼啓介  | 間垣     | 十両東10（十2）  | 2010年春4の千代白鵬戦、同8の春日錦戦                                  |           |
| ※清瀬海孝行  | 北の湖   | 十両西11（前13） | 2010年春15、夏3の春日錦戦など                                         | [ 注 13 ] |
| 保志光信一   | 八角     | 幕下東5（十1）   | 2009年夏14、名7の春日錦戦                                             |           |
| 十文字友和   | 陸奥     | 幕下25（前6）    | 2010年初6の春日錦戦                                                   |           |
| 霧の若太郎   | 陸奥     | 幕下28（十4）    | 2009年九9の春日錦戦、同11の千代白鵬戦                                 |           |
| ※白乃波寿洋  | 尾上     | 幕下50（十4）    | 2010年初2、春9の春日錦戦                                              |           |
| ※山本山龍太  | 尾上     | 三段目31（前9）  | 2010年初10、春9の春日錦戦                                             |           |

### 4月11日に引退勧告を受けた力士
勧告に従わず提出期限とされた4月13日までに引退届を提出しなかったため、解雇処分となった。当人達は処分に不服であり、4月22日、蒼国来と星風は相撲協会に対し不当解雇に対する幕内力士としての地位保全及び給与支払い仮処分を東京地裁に申請した。
2012年5月24日、東京地方裁判所は星風の八百長があったことを認め、「解雇は有効」とする判決を言い渡した。
2012年10月24日、星風の控訴審においても、「恵那司と千代白鵬の主張は主要部分で矛盾していない」として東京高等裁判所は一審判決を支持し、星風の控訴を棄却した。
2013年3月25日、東京地方裁判所は蒼国来の八百長について、「問題となった取組は無気力相撲と認められない」とされ、「解雇は無効」とする判決を言い渡した。また、その際に、未払いの給料も支払うよう相撲協会に命じた。
2013年4月3日、日本相撲協会は東京地裁の蒼国来の解雇無効判決を受けて、臨時理事会で控訴断念を決定。蒼国来の現役復帰が決定。
2013年10月29日、最高裁判所は星風の上告を退け一審と二審における星風の解雇が決定した。
| 四股名     | 所属部屋 | 番付（最高位）   | 協会から八百長と認定された取組 （初春夏名秋九は場所名、数字は取組日） | 備考                                               |
| ---------- | -------- | ---------------- | --------------------------------------------------------------------- | -------------------------------------------------- |
| 蒼国来栄吉 | 荒汐     | 前頭西15（前13） | 2010年夏11の春日錦戦など                                              | 東京地裁で解雇無効の判決、2013年名古屋場所で復帰   |
| 星風芳宏   | 尾車     | 十両東5（十3）   | 2011年初7の千代白鵬戦など                                             | 最高裁は上告を退け、一審及び二審が確定。解雇が確定 |

### 出場停止2年
発覚後に八百長を認めたため、情状酌量で出場停止2年の処分となったが、いずれも4月2日に引退届を提出して引退している。そもそも当時の報道などでは「事実上の引退勧告」という趣旨で報じられ、出場停止期間の消化は前提視されていなかった。
| 四股名        | 所属部屋 | 番付（最高位）  | 協会から八百長と認定された取組          | 備考 |
| ------------- | -------- | --------------- | --------------------------------------- | --- |
| ※千代白鵬大樹 | 九重     | 十両東14（前6） | 2009年九9の春日錦戦、同10の霧の若戦     | 発覚後の2月5日に提出していた引退届は協会預かりとなり、4月2日に再受理された。 2011年3月に賭博問題で起訴されている。 |
| ※恵那司千浩   | 入間川   | 幕下52（下20）  | 2011年初2の千代白鵬と清瀬海戦での仲介役 | 発覚後に引退届けを提出するが受理されず、4月2日に改めて提出。                                                       |

### 処分を受けた親方
竹縄親方、谷川親方は現役時代の八百長関与、他は部屋所属力士の八百長関与による。それぞれの役職は処分当時。
| 親方名   | 役職 | 処分内容         | 備考 |
| -------- | ---- | ---------------- | --- |
| ※竹縄    | 年寄 | 職務停止2年      | 現役時しこ名：春日錦 他力士の取組参照、2011年4月5日退職届受理                                                               |
| ※谷川    | 年寄 | 退職勧告→解雇    | 現役時しこ名：海鵬 2010年初場所13日目の春日錦戦で八百長をしたとされる。退職勧告に応じなかったため、2011年4月6日に解雇処分。 |
| 北の湖   | 理事 | 役員待遇への降格 | |
| 九重     | 理事 | 役員待遇への降格 | [ 注 18 ] |
| 陸奥     | 理事 | 委員への降格     | [ 注 18 ] |
| 大島     | 役員 | 委員への降格     | |
| 八角     | 役員 | 委員への降格     | [ 注 18 ] |
| 間垣     | 委員 | 主任への降格     | |
| 桐山     | 委員 | 主任への降格     | |
| 入間川   | 委員 | 主任への降格     | |
| 伊勢ヶ濱 | 委員 | 主任への降格     | |
| 花籠     | 委員 | 主任への降格     | |
| 春日山   | 委員 | 主任への降格     | |
| 立浪     | 委員 | 主任への降格     | |
| 春日野   | 委員 | 主任への降格     | |
| 尾上     | 委員 | 年寄への降格     | [ 注 19 ] |
| 木瀬     | 年寄 | 昇格停止3年      | 暴力団問題により昇格停止5年、通算昇格停止8年。                                                                              |
| 時津風   | 年寄 | 昇格停止3年      | 野球賭博問題により主任から年寄に降格、昇格停止5年、通算昇格停止8年。                                                        |
| 佐渡ヶ嶽 | 年寄 | 昇格停止3年      | |

### 4月11日に処分を受けた親方
部屋所属力士の八百長関与による。それぞれの役職は処分当時。
| 親方名 | 役職 | 処分内容     |
| ------ | ---- | ------------ |
| 尾車   | 委員 | 主任への降格 |
| 荒汐   | 委員 | 主任への降格 |

- 2012年1月、理事選で、北の湖、九重、八角、尾車、春日山（雷に名跡変更）の5親方が理事になった。
- 日本相撲協会は2012年5月2日、大相撲八百長問題で2011年4月に主任に降格となった8親方が2012年4月1日付で委員に再昇格したと発表した。

### 役員報酬の自主返納
協会は組織責任として、放駒理事長（元大関・魁傑）は役員報酬30%、理事は役員報酬15%、副理事及び役員待遇委員は役員報酬10%を2カ月間の自主返納とした。

## 特別調査委員会
2011年2月2日、協会は大相撲八百長問題の事実関係解明のために、協会外部理事の伊藤滋氏を座長に有識者7人による特別調査委員会を設置した。一部のメンバーは大相撲野球賭博問題の際の特別調査委員会委員でもある。
| 委員       | 役職                             |
| ---------- | -------------------------------- |
| 伊藤滋     | 早稲田大学特命教授、協会外部理事 |
| 吉野準     | 元警視総監、協会監事             |
| 山本浩     | 法政大学教授                     |
| 村上泰     | 弁護士                           |
| 長尾敏成   | 弁護士                           |
| 深澤直之   | 弁護士                           |
| 望月浩一郎 | 弁護士                           |

## 大相撲新生委員会
2011年3月9日、協会は大相撲八百長問題の再発防止策を協議するため、元文相の島村宜伸を委員長、協会副理事長の村山弘義を座長とする8名の構成による大相撲新生委員会を設置した。八百長再発防止策として、
1. 監察委員会の強化
2. 支度部屋の秩序、規律保持の強化
3. 内部告発の窓口としてのホットライン設置
4. 故意による無気力相撲懲罰規定の適用拡大
5. 親方衆への指導・研修
6. 力士への指導・教育

の6項目の基本対策をまとめ、再発防止への具体的な検討を行うことにした。
同年4月15日、当初の6項目に加え、
7. 新規公傷制度の発足の検討
8. 敢闘精神あふれる相撲推奨策の検討
の2項目を新たに盛り込み、合計8項目に関して、八百長問題の再発防止策の提言を理事会に提出した。
| 委 員    | 役 職                                        | 備 考  |
| -------- | -------------------------------------------- | ------ |
| 島村宜伸 | 日本プロスポーツ協会会長、元文相             | 委員長 |
| 村山弘義 | 弁護士、元東京高等検察庁検事長、協会副理事長 | 座長   |
| 安西孝之 | 日本ゴルフ協会会長、元日本体育協会会長       |        |
| 出羽海   | 元関脇鷲羽山、協会理事                       |        |
| 中村     | 元関脇富士桜、協会副理事                     |        |
| 芝田山   | 元横綱大乃国                                 |        |
| 玉ノ井   | 元大関栃東                                   |        |
| 立川     | 元関脇土佐ノ海                               |        |

## 八百長問題に関する各界の反応

### 政界
本問題は国会（第177回国会）などでも取り上げられ、前述の枝野、高木らの他閣僚、政府内からも厳しい声が相次ぐ。
- 菅直人内閣総理大臣は、2月3日の衆議院予算委員会において、自民党議員の斎藤健の質問に対し「八百長があるとしたら、重大な国民への背信行為だ」と述べた[40]。また3月の春場所での内閣総理大臣杯授与を見送ることも検討[41]していたが、春場所中止により自動的に見送りが決まった。
- 江田五月法務大臣は2月4日の記者会見で「大相撲とは興行でもショーでもなく、ガチンコ勝負をみんなが手に汗を握って見るもの。本当に見たくない景色を見ている感じだ」と批判した[42]。北沢俊美防衛大臣も「横綱ら上位は外国人力士で、下位の日本人力士が八百長をしていては笑い話にもならない。相撲協会挙げて徹底的に改革してほしい」と日本相撲協会に対し改革を求めた[43]。
- 石原慎太郎東京都知事は2月4日の定例会見で、八百長疑惑について「相撲はそういうもの。昔から当たり前のこととしてあった」と自らの持論を展開しており、相撲界の現状を「日本の文化、伝統を踏まえた日本の文化の神髄である国技だというのは、ちゃんちゃらおかしい」と批判した[44]。さらに、かつて就任を要請された横綱審議委員を固辞した経緯を話した[45]。また石原は1963年9月場所千秋楽柏戸剛 - 大鵬幸喜戦で4場所連続休場中だった横綱・柏戸が勝って全勝優勝を決めた際、スポーツ紙上の手記でこの一番を八百長として糾弾。日本相撲協会の告訴にまで発展したがのちに和解した経緯がある。

### 有識者
- 元NHKアナウンサーで、東京相撲記者クラブの会友である杉山邦博は「これまでの不祥事とは次元が違う。大相撲の存立に関わる問題だ」と、八百長問題を厳しく批判している[46]。
- 日本相撲協会の元外部委員の漫画家のやくみつるは「放駒理事長は『過去に（八百長は）一切なかった』というが、その根拠はまったくない」と厳しく批判[47]。ちなみに、スティーヴン・レヴィットシカゴ大学教授が1989年から2000年までの取組結果を分析したところ、7勝の力士と8勝の力士が千秋楽で当たった場合、7勝の力士が勝つ率は80パーセント近くだが、千秋楽でない場合は50パーセント弱に落ち込むという[48]。
- ヘヴィメタルロック歌手のデーモン閣下は自らのブログにて、八百長メール問題が発覚した2011年2月2日を「日本相撲協会『最悪の日』であった」と断じ、更に大相撲関係者の中に『その最悪たる事態の意味が理解出来ていない者もおる』と指摘している[49]。
- 米国ABCテレビプロデューサーのデーブ・スペクターは、2月3日付のサンケイスポーツにて「現代のテクノロジーにやられたといえる。メールならば消去するなど、証拠隠滅する方法はいくらでもあった」と指摘した[50]。
- ビデオジャーナリストの神保哲生は、前年の大相撲野球賭博問題に際し、裁判所の令状は賭博に関する証拠押収だけを認めているのであって、警視庁がそれ以外の情報を押収した携帯電話から抜き出すことは違法であることを指摘している。にもかかわらず、それが八百長というショッキングな内容を含んでいるが故に誰もそれを問題にしていないという点において、沖縄返還協定密約をリークしながらスキャンダルな女性関係に関心が移ってしまった西山事件を思い出したという[51]。
- 社会学者の宮台真司は、（前述のような）違法な情報開示に関し、警視庁および国家公安委員会が「公益性の観点から問題ない」としたことについて、法律ごとに公益性とは何かを構成要件という形で規定するのであって、単に公益性なるものを法律と無関係に持ち出して議論すること自体が行政官僚制にはありえないものであり、同制度の劣化が著しいことを指摘している[51]。
- 埼玉栄高校相撲部監督の山田道紀は「あくまで個人的な意見だけど、丸刈りにして、番付を降格させて（新入門者と同じく）前相撲から取らせてやったらどうか。関取に戻るまで何年もかかるし、『八百長野郎』ってやじも飛ぶでしょう。そこで耐えながら相撲を取れば、周囲の見方も変わってくる。すでに、社会的制裁は受けたし、家族も泣いている。教育的配慮をいただけないか」と救済を求める意見を出している[52]。

### 日本国外
この問題は日本国内のみならず、日本国外でも大きく報道されている。
- イギリスの大衆紙インディペンデント電子版が2月3日付で「明かされたスモウレスリングのダークサイド」の見出しで紹介、長文で報じた。またデイリー・テレグラフは「Sumo in Crisis」と表現している[53]。
- 米国のABCテレビは「賭博問題から1年もたたずに、新しい問題に直面した」と報道[53]。またウォール・ストリート・ジャーナル電子版は2月6日（現地時間）付で、春場所の中止決定を「史上最大の危機」との見出しで報じている[54]。
- 出身力士の活躍などで相撲への関心が高まっていた ロシアでも、春場所の中止について、コムソモリスカヤ・プラウダ電子版が2月6日付で「日本社会に衝撃を与えている」と伝え「相撲が単なるスポーツではなく、文化と伝統の名残と見なされている日本では、八百長スキャンダルは大きな反響を巻き起こしている」と解説。またタス通信も2月5日付で「日本社会の怒りを招いた」と報じた[55]。
- 国営モンゴル放送で解説者兼通訳者を務めたムンフバト・バルジルによると、朝青龍、白鵬、安馬（後の日馬富士）が優勝を競った2008年ごろには夕方の中継時間帯に「地方政府庁舎から人影が消え、議員が離席するため国会審議も一時中断した」ほどの人気があった。しかし2014年7月時点では中継するテレビ局も当時の7社からウランバートル放送ただ1社に減ってしまった。元小結・旭鷲山は「八百長問題が最大の原因」と断ずる。モンゴル大相撲協会の会長も務める旭鷲山は「日本の相撲は正義の取組だと信じていた国民は本当にがっかりした。人気は50％以上急落した」と話す。[56]
- ほか、米国のニューヨーク・タイムズ、 フランスの新聞「ル・モンド」、 韓国のスポーツ新聞「韓国スポーツ」等が詳しく報じている。

## 相撲協会以外の対応
八百長問題を受け、日本相撲協会以外でも対応に追われている。相撲協会は2011年2月8日、全ての力士、親方らのテレビ出演やイベント活動などを当面自粛することを決定している。すでに収録済みのテレビ番組についても出演場面を可能な限りカットしてもらうという異例の対応となる。

### メディアの対応

#### NHK
- NHKは、松本正之会長（現・JR東海特別顧問）が2011年2月3日の定例会見で、2月11日に両国国技館にて開催を予定していた『第44回NHK福祉大相撲』興行の開催中止を発表した[58]。春場所の中継についても、松本会長が「極めて重大な問題」として、中止の可能性もありうることを示唆していた[59][60]が、2月6日の日本相撲協会の臨時理事会で開催中止が正式決定されたことを受け、中継自体も自然消滅した。八百長問題発覚の2月2日から2月3日までに、NHK視聴者コールセンターに430件もの厳しい声が寄せられた。このうち半数は「許せない」「場所の開催をやめるべき」などで、残り半数は「中継すべきでない」というものだったという[61]。
なお、NHKでは2011年度に衛星放送が3波から2波[注 21]への再編により、BS2の大相撲中継を2010年度で終了することから、春場所が予定通り開催で中継があればBS2で最後の中継になるはずだった。しかし春場所中止が決まり、2011年1月の初場所がBS2での最後の中継となった[注 22][注 23][注 24]。
- 春場所中止決定翌日の2月7日には、NHKサービスセンターから発行されている雑誌「大相撲中継」「春場所展望号」の発売が中止となった。同雑誌の刊行中止は1975年の創刊以来2度目で、前年の野球賭博問題を受けて名古屋場所展望号が中止となって以来となる[62]。
- 2月9日には、NHKスペシャルで『八百長はなぜ起きたのか 〜揺れる“国技”大相撲〜』（総合テレビ、22:00-22:50）と題した番組を放送し、この問題を取り上げた[63][注 25]。
- 2月14日には、NHK厚生文化事業団が当初の予定通り、福祉車両5台を老人ホームなどに寄贈することを発表。今回の場合は前述の福祉大相撲の収益はなく、同事業団の創立50周年事業として900万円を自己負担で賄った。ただし「福祉相撲」の文字を入れずに贈呈されることになった[64][65]。
- また、松本会長は4月7日の定例会見において、夏場所の中止により新たに開催されることになった技量審査場所を中継するかについて「日本相撲協会の話を聞いて最終的に判断したい」としつつも「本場所ではなく技量審査の場なので、中継するのはなかなか難しいと考えている」と、中継について難色を示した。また前年の名古屋場所と同様にダイジェスト版での放送についても明言を避けていた[注 26][66]。NHKは4月20日、技量審査場所の中継は行わない旨を正式に発表し、ダイジェスト版の放送も行わないことも明らかにした[67][注 27]。

#### 民放・新聞・出版・その他メディア
- フジテレビは、同局主催で2011年2月6日に開催予定していた『日本大相撲トーナメント第三十五回大会』の中止を決定した[68]。大会の模様は同局系列とラジオの文化放送で中継される予定だった[注 28]。文化放送では代替番組として『しろバラスペシャル 大相撲たっぷり語ります』を放送した[注 29]。
- 毎年8月に東北・新潟地方で開催される夏巡業のうち、2011年8月8日に秋田県秋田市で予定していた秋田巡業の中止を勧進元の秋田魁新報社が発表した[69]のはじめ、2011年中の全国での巡業が中止ということになった。
- ベースボール・マガジン社から発売される日本相撲協会機関誌『相撲』については通常通り発売したものの「春場所展望号」の名称を外し「3月号」として発売された[62]。
- 講談社の『週刊現代』は“偽証で本誌から賠償金を詐取した詐欺罪で相撲協会理事長と当該力士を告訴する”と誌面で声明（2月26日号）[70]。4月19日、北の湖元理事長・竹縄親方・豊桜・安壮富士・十文字の5人を詐欺罪で警視庁に告訴した[71]。しかしこの件に関して告訴状が受理されたとの報道はなく、当の週刊現代にも続報は掲載されていない。

### 企業各社の対応

#### 懸賞金
今般の八百長問題発覚を受け、大相撲の取組に懸賞金を提供している企業（スポンサー）側の対応も揺れた。
以下は各企業側の対応。
- 永谷園 - 「事態の推移を見守りたい」としているも、開催中止により、大相撲春場所への懸賞金提供を中止。
- ニュース証券 - 「稽古に励む力士のためにも応援する姿勢は変わらない」として、春場所開催の場合でも懸賞金提供を行うとしていたが、春場所の中止に伴い行わなかった。
- 日本マクドナルド - 「日本の国技であるから、引き続き応援してゆきたい」とコメント。春場所は開催中止のため懸賞金提供を行わず。(その後 大相撲人気が復活した2017年現在でも懸賞金提供を行っていない。)
- 富士ゼロックス - 「相撲協会側の対応（調査委員会の調査結果など）を見てから判断したい」とコメント。春場所は開催中止のため懸賞金提供を行わず。

#### テレビCMなど
八百長問題を受け、力士が出演するテレビCMの放映を自粛する企業も出ている。
- 住友林業が、2011年2月5日から放映を予定していた白鵬翔が出演したCMの放映を当面休止することを決定[73]。富士ゼロックスも、1月22日から放映していた白鵬出演のオフィス用コピー機CMの放映を当面中止する旨を明らかにしている[74]。なお、白鵬が出演しているサッポロビールのCMに関して、放送中止の予定は今のところ無し。
- また、魁皇博之が2011年1月から出演している健康食品通信販売業、エバーライフの「皇潤」のCMについても、問題を受け放映を見合わせている[75]。

### 自治体の対応
八百長問題によって巡業が中止になったことを受け、巡業開催予定だった自治体では困惑、怒りの声が上がっている。自治体によっては、相撲協会に損失負担を求める声もあがっている。
- 神奈川県藤沢市では2011年4月9日に巡業開催を予定していたが、日本相撲協会からの年内巡業中止決定を受け、勧進元の建設会社社長は「怒りでいっぱいだ。どう表現していいか分からないほどの悔しさがある」と怒りを露にしていた。藤沢巡業は2011年で20回記念となることから、準備も例年以上に早く進めていたという。損害額は1500～2000万円になるのではないかという[76]。
- 東京都青梅市で2月20日に開催予定の『第45回記念青梅マラソン』では、横綱・白鵬翔がスターターを務める予定だったが、白鵬側が今般の問題を受けてスターターを辞退した[57][77]。

## 無気力相撲
疑惑のあった取組について、日本相撲協会関係者は一貫して「故意の無気力相撲」と呼称しており「八百長」という語句は一切使用したことはない。日本相撲協会は公式見解として八百長相撲という表現は発していない。しかし一方で無気力相撲に対する罰則規定を設け、その問題は否定せず、過去には無気力相撲を行った力士に対する注意などをしていた。その後、2011年2月3日に放駒理事長が会見で記者に無気力相撲と八百長は同じものなのかを問われ「無気力相撲＝八百長とみなす」旨の見解を示した。